# Звеневе
Звеневе (рос. Звеньевое) — селище Гвардійського міського округу, Калінінградської області Росії. Входить до складу Славинського сільського поселення.
Населення — 39 осіб (2015 рік).

## Населення
| 2002 | 2010 |
| ---- | ---- |
| 41   | ↘39  |